# Tipula aka
Tipula aka är en tvåvingeart som beskrevs av Alexander 1971. Tipula aka ingår i släktet Tipula och familjen storharkrankar. Inga underarter finns listade i Catalogue of Life.